# 杜姆卡
杜姆卡（Dumka），是印度贾坎德邦Dumka县的一个城镇。总人口44917（2001年）。

## 人口
该地2001年总人口44917人，其中男性24341人，女性20576人；0—6岁人口5457人，其中男2873人，女2584人；识字率76.03%，其中男性为80.44%，女性为70.82%。